# بی‌بی سلام
بی بی سلام و خدانگهدار نوعی ورق‌بازی تفریحی است که با ۳ یا ۴ نفر یا بیشتر انجام می‌شود و نیاز به یک دست ۵۲ تایی ورق دارد و یک نفر باید کارت‌پخش‌کن باشد. هدف از بازی این است که سریع‌تر از بقیه بازیکنان ورق‌های دست خود را بیشتر کند. در این بازی سرعت عمل لازم است. ابتدا کارت‌پخش‌کن به همه بازیکنان به تعداد مساوی ورق می‌دهد. اگر ورق‌ها مساوی به همه نرسید می‌توان توافقی به یک یا چند نفر یک ورق بیشتر داد. بازیکنان هیچکدام از ورق‌ها را تا وقتی که روی زمین نیامده است نمی‌بینند.
برای شروع، نفر بعد از کارت‌پخش‌کن یک ورق را به رو بر زمین می‌گذارد (نفر بعد از کارت‌پخش‌کن نفر سمت راست او است زیرا نوبت‌ها پادساعتگرد می‌چرخد).
- اگر ورقِ روی زمین یک عدد باشد، پس از او نفرات بعدی به ترتیب پادساعتگرد ورقی می‌کشند و روی زمین می‌گذارند.
- اگر ورقِ روی زمین آس باشد همه بازیکنان باید دستشان را روی آس بگذارند و هر کسی که دیر تر از همه دستش را روی آس بگذارد، باید همه کارت‌های روی زمین را بردارد.
- اگر ورقِ روی زمین شاه باشد، همه بازیکنان باید تعظیم کنند و هر کسی که دیرتر از همه این کار را انجام دهد، باید همه کارت‌های روی زمین را بردارد.

- اگر ورقِ روی زمین بی‌بی باشد، همه بازیکنان باید بگویند بی بی سلام و هر کسی که دیرتر از همه بگوید، باید همه کارت‌های روی زمین را بردارد.
- اگر ورقِ روی زمین سرباز باشد، همه بازیکنان باید سلام نظامی بدهند و هر کسی که دیرتر از همه انجام دهد، باید همه  کارت‌های روی زمین را بردارد.

برندهٔ بازی کسی هست که در آخر، کارت های خود را پایان داده است.